# Lo Comellar (Torallola)
Lo Comellar és una coma constituïda en la seva part superior per camps de conreu de secà del terme municipal de Conca de Dalt, a l'antic terme de Toralla i Serradell, al Pallars Jussà, en territori del poble de Torallola.
Està situat al sud de Torallola, a ponent de la Via, al sud-oest de les Bancalades i a llevant de La Montada. Està delimitada a ponent per la Pista de Torallola. Allargassada de nord-oest a sud-est, deixa també a ponent la partida de Serradàs, al nord-est la Rourera i lo Tros i al nord del Toll de Pera.